# 加藤彎貝介
加藤彎貝介（学名：Loxoconcha kattoi）为彎貝介科彎貝介屬下的一个种。